# Felsenkapelle (Všemily)

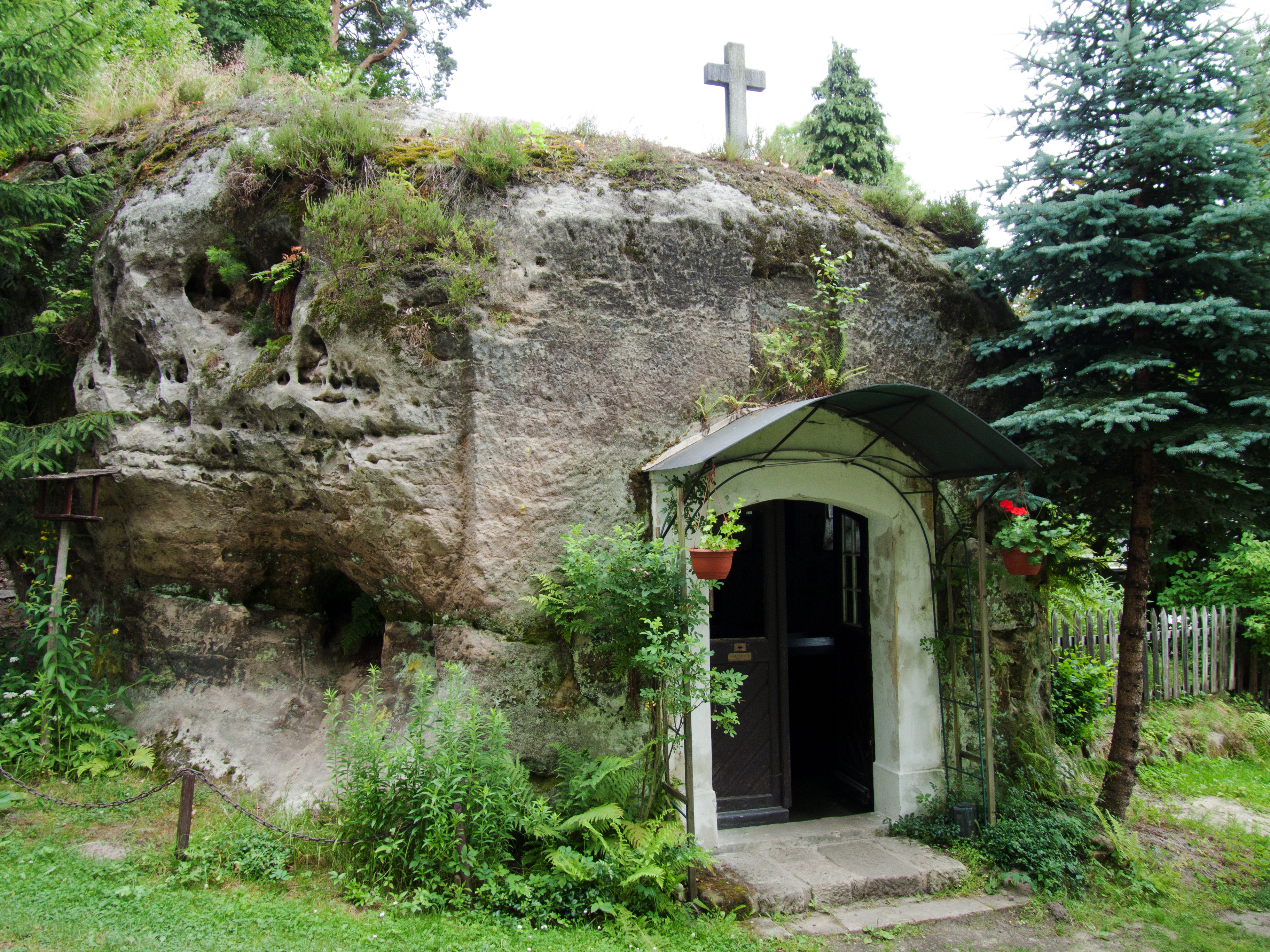
Felsenkapelle

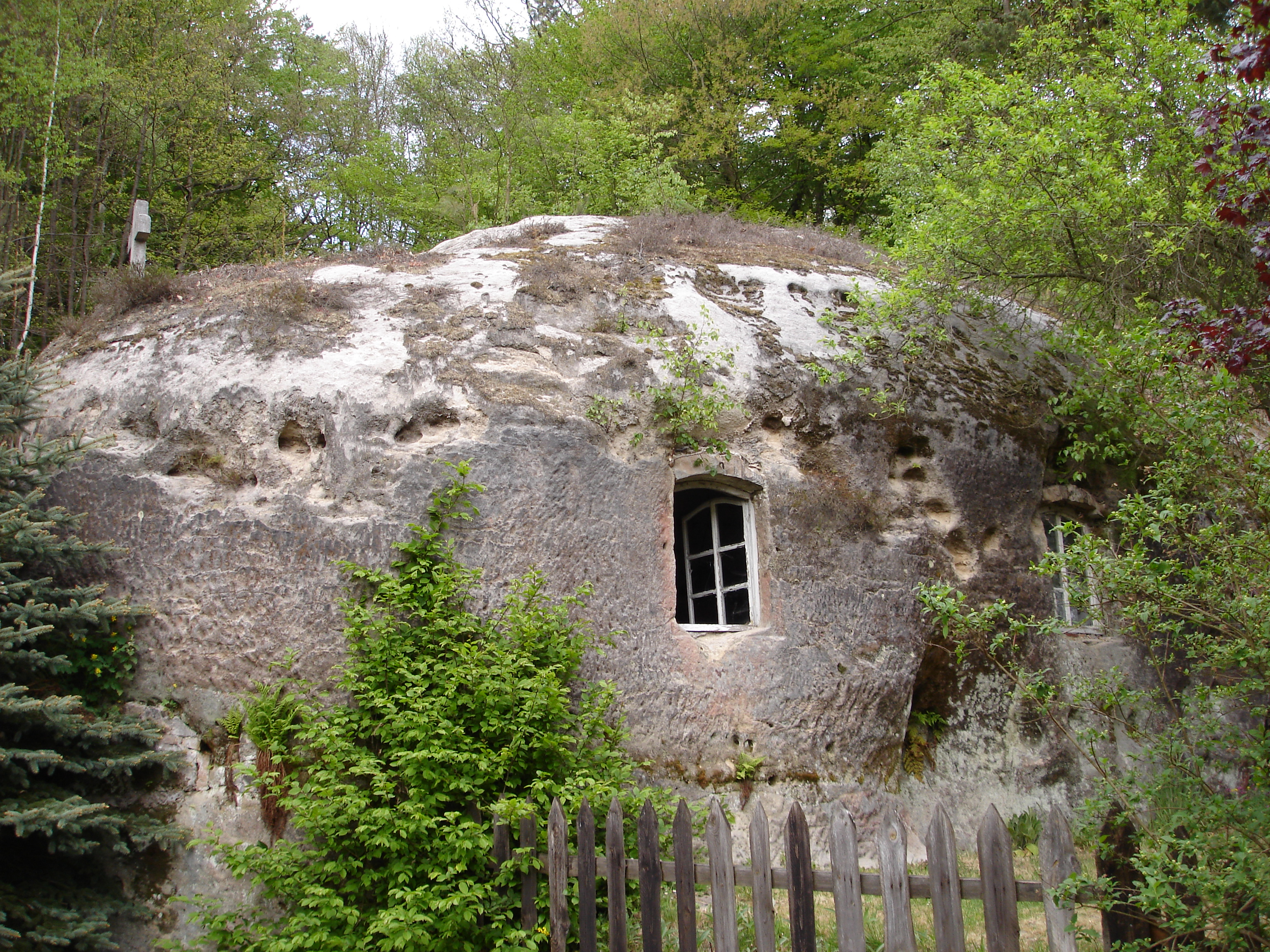
Seitenansicht

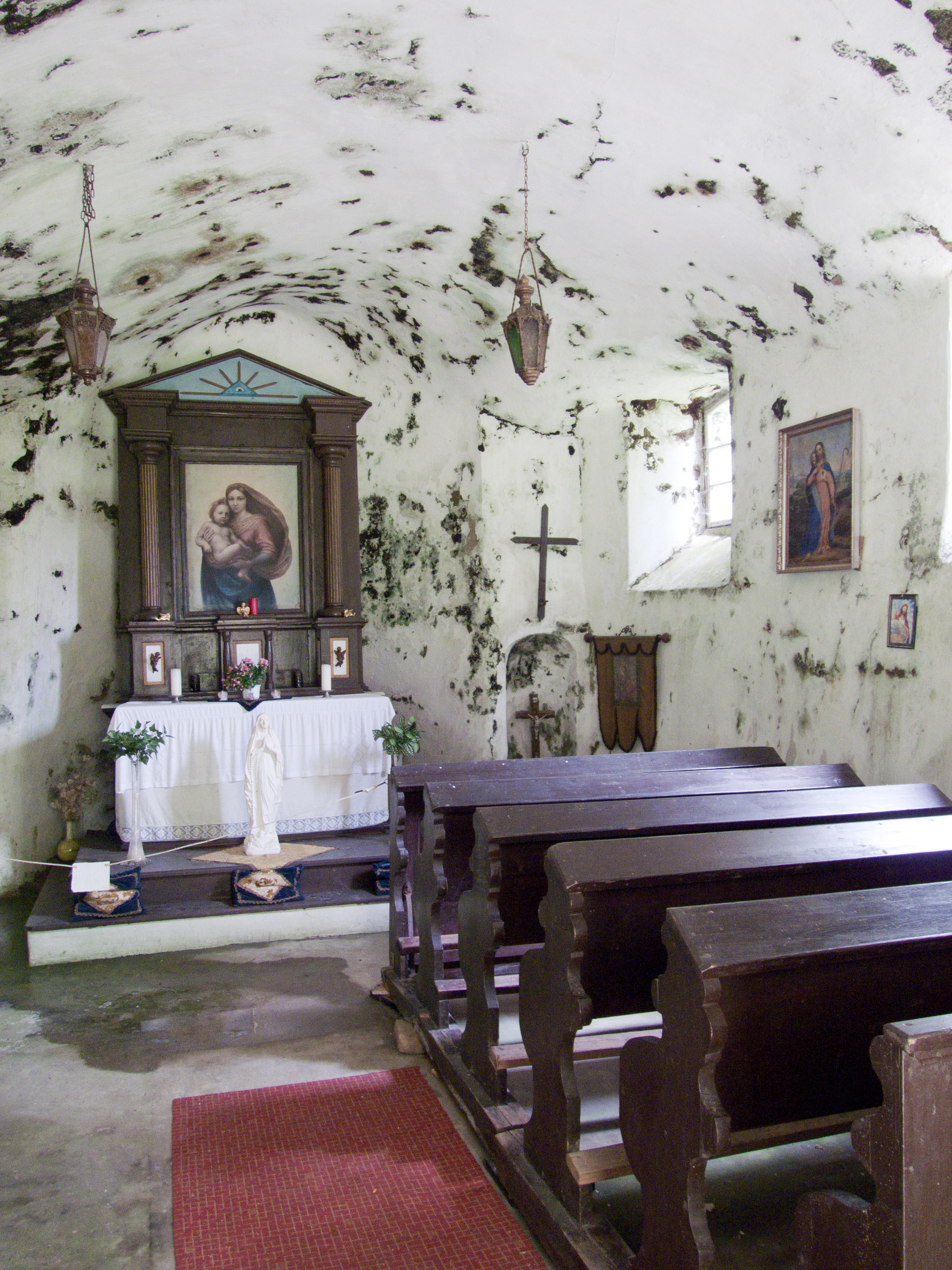
Innenansicht

Die Felsenkapelle Hl. Ignatius (Skalní kaple) ist eine Kapelle in Všemily (Schemmel) in Tschechien, welche gänzlich in einen ausgehöhlten Felsblock hineingebaut wurde. Sie gehört zu den bemerkenswertesten sakralen Denkmälern der Böhmischen Schweiz.

## Beschreibung
Die einzigartige Kapelle wurde gänzlich aus einem freistehenden, an einen Brotlaib erinnernden Sandsteinblock herausgearbeitet. Von außen sind nur ein kleines Kreuz und die zwei Fenster sichtbar. Im Innern erinnert nur die von oben eindringende Nässe daran, dass die Kapelle aus dem blanken Fels gemeißelt wurde.
Zusammen mit den umliegenden Umgebindehäusern bildet die Kapelle ein bemerkenswertes Ensemble der Volksbauweise Nordböhmens. Unmittelbar vorgelagert befindet sich das alte Schulhaus von Schemmel, welches durch seine Größe und das kleine Glockentürmchen auf dem Dach auffällt.

## Geschichte
Erstmals erwähnt wird die Kapelle im Verzeichnis der Kreuze und Standbilder des Pfarrsprengels Windisch Kamnitz im Jahre 1835:
Eine nicht öffentliche in Felsen gehauene Kapelle, innen das Bild des Hl. Ignatius. Sie steht auf Bauerngrund. Ihr Stifter wohnt in Kaltenbach und aus der Gemeinde will niemand das Patronat über sie übernehmen, da sie von Stein ist, feucht, und alles in ihr bald dem Verderben unterliegt.
Erstaunlicherweise blieb die Kapelle trotzdem bis in unsere Tage erhalten. Auch nach der Vertreibung der deutschen Bevölkerung nach dem Zweiten Weltkrieg fanden sich unter den neuen Bewohnern des Ortes Menschen, die die Kapelle vor der drohenden Verwüstung und Zerstörung bewahrten. Heute steht die Kapelle unter der Obhut des Gemeindeamtes Jetřichovice (Dittersbach), zu der Všemily heute gehört.